# Gerhard Schmidt-Kaler
Gerhard Schmidt-Kaler (* 25. Februar 1920 in Dombühl; † 1. Januar 2008 in Erlangen) war ein deutscher Maler und Grafiker.

## Leben und Werk
Schmidt-Kaler wuchs in Franken auf und studierte von 1937 bis Kriegsbeginn an der Kunstakademie in Nürnberg. Im Zweiten Weltkrieg war er als Soldat in Russland und später in Frankreich. Nach Kriegsende konnte er sein Studium an der Nürnberger Akademie der Bildenden Künste fortführen und abschließen. Seit 1949 arbeitete er als freischaffender Grafiker und lebte überwiegend in Möhrendorf bei Erlangen. Später gründete er einen eigenen Verlag für großformatige Lehrmittel. 
Bereits in seinen ersten Zeichnungen standen die Menschen und die Orte seiner fränkischen Heimat als Motive im Vordergrund. Aquarelle, Zeichnungen und Radierungen zeigen – oft kleinformatig – Landschaften, Orte, Schlösser und Burgen seiner Heimat. Es entstanden auch plastische Arbeiten, oft mit christlichen Motiven. Darstellungen der Apostel und biblische Szenen, zum Teil auch als Relief, gehören zu seinem Werk. Zu seinem Spätwerk zählen des Weiteren besonders seine Scherenschnitte. Hier sind auch wieder sehr oft die Orte seiner Umgebung dargestellt. Darüber hinaus entstanden unterschiedliche Scherenschnittalphabete mit Sach- und Tierdarstellungen, oft in heiter-humorvoller, dekorativer Weise. Seine Arbeiten entstanden immer durch sehr genaue Beobachtung und intensive Zeichenarbeit mit großem Interesse am Sujet. Seit 1951 sind die Konfirmationsbescheinigungen der Konfirmanden der Kirchengemeinde Scherneck mit einer reproduzierten Zeichnung Schmidt-Kalers illustriert. 1996 wurde seine Ausstellung „Fränkisches: Menschen, Dörfer, Landschaften“ von den Städtischen Sammlungen Schweinfurt im Gunnar-Wester-Haus in Schweinfurt gezeigt.
In der Ausstellung „Erlanger Stadtansichten“ des Erlanger Stadtmuseums und dem zugehörigen Katalog wurde er 1998 als bereits verstorben vermerkt, was ihn im Februar 2004 bewog, eine Veranstaltung zur Feier seines „Urlaubs von den Unsterblichen“ zu veranstalten.
Gerhard Schmidt-Kalers Nachlass wird im Museum Schweinfurt und im Stadtarchiv Erlangen aufbewahrt.

## Publikationen
- Hundert Bilder aus Erlangen. Geschichts-Bilderbuch in Karten, Stichen, Radierungen und Schnitten. Deutscher Kinderschutzbund, Erlangen 1997 (Nachdr. d. Ausg. Erlangen 1961).
- Von Burg zu Burg durch die Fränkische Schweiz. 2. Auflage. Junge, Erlangen 1981.
- Von der Frankenhöhe zum Fränkischen Seenland (Wanderungen in die Erdgeschichte; Teil 14). Pfeil, München 2003, ISBN 3-89937-010-4.